# Дананг (аеропорт)
Аеропорт «Дананг» (в'єт. Sân bay Quốc tế Đà Nẵng) — міжнародний аеропорт, розташований в 2 км від центру міста Дананг, В'єтнам). Код IATA: DAD, код ICAO: VVDN. Це третій за величиною міжнародний аеропорт країни. 

## Авіокомпанії та напрямки
Наразі з аеропорту літають регулярні рейси за такими напрямками:
- Vietnam Airlines: Ханой, Хошимін, Нячанг, Зялай , Біньдінь , Даклак
- Jetstar Pacific Airlines: Ханой, Хошимін
- PBair: Бангкок
- SilkAir: Сингапур